# Petropavlivka, Kahovka
Petropavlivka (în ucraineană Петропавлівка) este un sat în comuna Kalînivka din raionul Kahovka, regiunea Herson, Ucraina.

## Demografie
Componența lingvistică a localității Petropavlivka
     Ucraineană (88,76%)
     Rusă (8,53%)
     Alte limbi (1,55%)
Conform recensământului din 2001, majoritatea populației localității Petropavlivka era vorbitoare de ucraineană (88,76%), existând în minoritate și vorbitori de rusă (8,53%).